# Rio Ghimbav (Dâmboviţa)
O Rio Ghimbav é um rio da Romênia, afluente do Rio Dâmboviţa, localizado no distrito de Argeş.